# 3868 Mendoza
Mendoza (asteróide 3868) é um asteróide da cintura principal, a 2,1042409 UA. Possui uma excentricidade de 0,0983508 e um período orbital de 1 302,21 dias (3,57 anos).
Mendoza tem uma velocidade orbital média de 19,49682172 km/s e uma inclinação de 8,10137º.
Este asteróide foi descoberto em 24 de Setembro de 1960 por PLS.